# Endless Ocean
Endless Ocean (jap. フォーエバーブルー, Forever Blue) ist ein Videospiel, das vom japanischen Software-Entwickler Arika produziert wurde. Das Simulationsspiel wurde im November 2007 als erster Teil der Endless-Ocean-Reihe für die Spielkonsole Nintendo Wii veröffentlicht. In Europa wurde es von Publisher Nintendo im Rahmen der für Gelegenheitsspieler konzipierten Spielereihe Touch! Generations publiziert.

## Handlung
In Endless Ocean erforscht man als Taucher einen Ozean mit unterschiedlichen Unterwasserlandschaften. Man schwimmt über Korallenriffe hinweg und erkundet neue Gegenden. In „Endless Ocean“ lüftet man spannende Geheimnisse und lernt eine Vielzahl an interessanten Meereslebewesen kennen.

## Spielprinzip und Technik
Das Spiel wird nur mit der Wii-Fernbedienung gespielt, dabei kontrolliert der Spieler den Taucher mithilfe eines auf dem Bildschirm eingeblendeten gelben Positionszeigers. Das Spiel bietet die Möglichkeit über die Nintendo Wi-Fi Connection zu zweit zu spielen.

### Musik
Das Titellied Prayer wurde von Secret Garden geschrieben und von Hayley Westenra gesungen. Das Lied fand auch in den ersten Vorschau-Trailern zu Endless Ocean Verwendung. Die Sängerin steuerte mehrere Lieder zum Spiel bei, darunter auch eine Neuinterpretation des māorischen Volkslieds Pokarekare Ana.
Darüber hinaus kann während des Spielens über eine SD Memory Card eigene Musik abgespielt werden.

## Entwicklungs- und Veröffentlichungsgeschichte
Dem Spiel folgte im Jahr 2010 die Fortsetzung Endless Ocean 2: Der Ruf des Meeres. In Endless Ocean 2 gibt es viele neue Sachen zu entdecken. Man kann nun selbst an Land viele spannende Tierarten erforschen. Man erlebt neue Abenteuer und muss sich schweren Herausforderungen stellen. Die Steuerung hat sich sehr verbessert und man hat nun viel mehr Möglichkeiten, da man nicht nur noch ein Meer, sondern gleich sieben Meere hat, die völlig unterschiedlich sind und andere Herausforderungen bieten. Hohe Temperaturen herrschen oft im Cortica, einem Nebenfluss des Amazonas, dagegen fällt viel Schnee an Südpol und Nordpol. Man kann durch viele kleinere und größere Aufgaben und Aufträge immer mehr Geld erwerben und sich so viele neue Sachen freikaufen, z. B. gibt es viele Dekorationsmöglichkeiten für dein „Privatriff“ und viele andere nützliche Sachen.

## Rezeption
Endless Ocean erhielt gute bis verhaltene Kritiken und erhielt basierend auf 42 Bewertungen bei Game Rankings eine durchschnittliche Bewertung von 73 %. Auf Metacritic 72 % basierend auf 42 Bewertung.
Die japanische Spielezeitschrift Famitsu bewertete das Spiel mit 35/40 Punkten und lobte die offene Spiel-Umgebung und dessen Soundtrack.